# Podsuchodół
Podsuchodół – kolonia w Polsce położona w województwie mazowieckim, w powiecie sokołowskim, w gminie Sabnie.
W latach 1975–1998 miejscowość administracyjnie należała do województwa siedleckiego.